# Opéron arabinose
L'opéron arabinose, ou opéron ara est un opéron servant au transport et au métabolisme de l'arabinose chez Escherichia coli et qui a, comme l'opéron lac, été le sujet d'études intensives en génétique, biochimie, physiologie et biophysique.

## Structure de l’opéron arabinose
L’opéron arabinose est constitué de :
- 3 gènes structuraux :
  - araA : code la L-arabinose isomérase (EC:5.3.1.4[1]) qui catalyse la réaction:  L-arabinose ⇌ L-ribulose[2]
  - araB : code la ribulokinase (EC:2.7.1.16[3]) qui catalyse la réaction : ATP + L(ou D)-ribulose ⇌ ADP + L(ou D)-ribulose 5-phosphate[4]
  - araD : code la L-ribulose-5-phosphate 4-epimerase (EC:5.1.3.4[5]) qui catalyse la réaction : L-ribulose 5-phosphate ⇌  D-xylulose 5-phosphate[6]
- Promoteur pBAD : site de fixation de l’ARN polymérase pour la transcription des gènes araB, araA et araD
- Promoteur pC : site de fixation de l’ARN polymérase pour la transcription du gène araC
- Gène régulateur :
  - araC : code la protéine régulatrice AraC possédant un domaine de liaison de l’arabinose. La protéine AraC est impliquée dans la régulation positive et négative de l’opéron ara.
- 3 séquences régulatrices auxquelles se lie la protéine AraC:
  - araO1 : Site de liaison de la protéine AraC pour inhiber sa propre transcription par le promoteur pC.
  - araO2 : Site de liaison de la protéine AraC qui, en absence d’arabinose, permet l’inhibition de la transcription par le promoteur pBAD en formant un complexe avec la protéine AraC liée au site araI.
  - araI : Site de liaison de la protéine AraC qui, en absence d’arabinose, permet l’inhibition de la transcription par le promoteur pBAD en formant un complexe avec la protéine AraC liée au site araO2

## Mécanisme de régulation
L’opéron arabinose d’E. coli est régulé par une protéine AraC qui possède la propriété d’agir comme répresseur et activateur selon les conditions. La régulation de cet opéron fait intervenir la protéine AraC ainsi que trois séquences régulatrices différentes : araO2, araO1 et araI.

### Régulation négative
Lorsque l’arabinose est absent, la protéine AraC agit comme répresseur. La liaison de la protéine AraC au site araO2 et araI permet la répression de l’opéron et inhibe la transcription des gènes araB, araA et araD. Une interaction entre les deux molécules d’AraC est responsable de cette inhibition puisqu’elle engendre une courbure de l’ADN, empêchant la fixation de l’ARN polymérase au promoteur pBAD. En absence d’arabinose, AraC agit donc comme répresseur et inhibe la transcription des gènes de l’opéron.

### Régulation positive
Lorsque l’arabinose est présent, la protéine AraC agit comme activateur de l’opéron ara pour cataboliser l’arabinose en xylulose-5-phosphate. Les protéines AraC liées aux séquences régulatrice de l’opéron (araO2, araO1 et araI) possèdent un domaine de liaison de l’arabinose. Ainsi, lorsque l’arabinose est présent, celui-ci se lie à son domaine de liaison sur les protéines AraC fixées aux séquences régulatrices. Le complexe AraC-arabinose formé au site araI stimule la transcription des gènes. Les complexes AraC-arabinose  formés aux sites araO2 et araI empêchent quant à eux l’interaction entre les deux protéines AraC et par le fait même, empêchent l’ADN de se recourber sur lui-même. L’ARN polymérase peut alors se lier au promoteur pBAD et effectuer la transcription des gènes araB, araA et araD. En présence d’arabinose, AraC agit donc comme activateur de la transcription des gènes de l’opéron.